# José Vasconcelos
José Vasconcelos Calderón (Oaxaca de Juárez, 28 febbraio 1882 – Città del Messico, 30 giugno 1959) è stato uno scrittore, filosofo e politico messicano, uno dei più importanti nella storia del Messico. Scrisse il saggio La Raza Cósmica, per il quale ancora oggi è ricordato.

## Biografia
Nasce ad Oaxaca de Juárez, tuttavia trascorre l'adolescenza tra lo Stato del Coahuila - nel nord del Messico - e il Texas. Si trasferisce quindi a Ciudad de México per frequentare la Escuela de Jurisprudencia; dopo aver preso la laurea in Giurisprudenza nel 1905, soggiorna per un breve periodo a Washington, poi nel 1910 prende parte alla Revolución dalla parte di Francisco Madero, che al termine, nel 1911, viene eletto Presidente. Diventa quindi professore presso la Escuela Nacional Preparatoria: lì si fa notare, rompendo con il pensiero positivista in voga nella fine dell'Ottocento in Europa, ancora attuale in Messico. In seguito all'assassinio del Presidente Madero nel 1913, prende parte, su richiesta dell'ambasciatore statunitense Henry Lane Wilson, al movimento democratico volto ad abbattere il regime imposto dal generale Victoriano Huerta: per questo viene esiliato a Parigi, dove conosce Julio Torri, Dr. Atl e Gabriele D'Annunzio.
Caduto il regime di Huerta nel 1915, torna in Messico per prendere parte al Congresso Nazionale che lo elegge Ministro dell'Educazione, carica che ricopre nel breve periodo della presidenza di Eulalio Gutiérrez (1914-1915). In seguito a nuovi tumulti politici, è esiliato negli States, da dove torna dopo poco tempo grazie all'interessamento del nuovo Presidente, Venustiano Carranza. Diventa quindi professore presso l'Universidad Nacional Autónoma de México (UNAM) nel 1920, poi per la seconda volta viene chiamato a ricoprire la carica di Ministro dell'Educazione nel 1921, poi diventa segretario del Ministro nel Governo del neopresidente Álvaro Obregón. Deve quindi lasciare questo incarico in seguito a delle pressioni subite a causa dell'opposizione al neopresidente Plutarco Elías Calles (1924-1928). Da allora si dedica all'educazione del popolo, avvicinandosi sempre di più ai filo-statunitensi. Si candida alle elezioni del 1929, alle quali viene battuto in circostanze piuttosto dubbie da Pascual Ortiz Rubio (1930-1932). Decide quindi di abbandonare la Politica in seguito a questo smacco per accettare il posto di direttore della Biblioteca Nazionale che oggi porta il suo nome.
Durante un suo viaggio a Parigi del 1931 venne accompagnato da Antonieta Rivas Mercado che si tolse la vita nella cattedrale di Notre-Dame l'11 febbraio 1931.